# 紅葉少棒隊
紅葉少棒隊，是位於台灣台東縣延平鄉的紅葉國小所成立的一支少年棒球隊。1968年8月25日以7：0的懸殊比數擊敗由關西地方選拔出來的日本少棒明星隊，促成台灣於次年組成金龍少棒隊進軍美國賓州威廉波特的世界少棒大賽，從而開啟了台灣棒球史上的三級棒球時代。
後來，由於穩定校隊比賽成績及球員不足等因素，紅葉少棒隊教練邱慶成招募已畢業球員再次加入隊中，並再度在賽事中大獲勝利。但該隊於當年6月17日，即遭人檢舉自1967年4月起，多次以超齡學童冒名頂替報名參加少年棒球比賽。1969年，紅葉少棒隊副領隊胡學禮、教練邱慶成、管理曾鎮東因偽造公文書及行使偽造公文書罪，被台東地方法院各判刑一年，緩刑二年，為紅葉少棒隊的歷史留下不名譽的記錄。 
由於紅葉國小位於偏遠山區，學生人數未滿百人，棒球隊實難以成軍。校方為了讓小球員能夠參加比賽，只好找未升學而留在村內協助農務的畢業生繼續打球。紅葉隊的表現，使台灣掀起少年棒球的熱潮。
為紀念紅葉少棒隊的事蹟，其母校紅葉國小設有「紅葉少棒紀念館」。
由於少子化的影響，全校學生不到50人，無法再組成棒球隊，紅葉少棒隊曾於1999年解散。2009年，該校在社會人士支援下，招攬外地學生轉學到紅葉國小，並提供住宿，重新組成一支完整的紅葉少棒隊。

## 隊史

### 早期隊史
台東紅葉國小是個全校人數不及百人的小學校，位於在台東市西北方的延平鄉紅葉村，該村因每到深秋滿山楓紅而得名。紅葉村在1960年代初期則是以種植玉米為主的布農族小部落，
1963年9月自卑南國小調至紅葉國小的校長林珠鵬發現學生出席率不佳，體力旺盛的原住民小朋友喜愛戶外活動與打獵，並且對棒球相當熱衷。因此，林珠鵬便興起成立正式棒球隊的想法，並邀請曾擔任過棒球選手的紅葉村幹事古義擔任義務教練。球員們每天早上天剛亮就開始練球直到升旗為止，放學後再繼續練到天色昏暗。創隊後的首次出賽，便奪得縣內延平鄉鄉運會的冠軍，在1964年的台東縣縣長盃又奪得第一。
1965年4月，紅葉少棒隊獲得台東縣政府的補助，赴宜蘭參加「第十七屆全省學童棒球錦標賽」，首次在全國性比賽中亮相，便獲得第四名佳績。1966年5月，「第十八屆全省學童棒球錦標賽」在臺東舉行，紅葉少棒隊在鄉親父老前勇奪冠軍，也是隊史上首次稱霸全國。
1966年9月，林珠鵬校長調往南王國小，紅葉國小校長一職由胡學禮接任。由於原任棒球隊教練古義同時也調往鄉公所，於是改由邱慶成老師接任教練。
1967年4月，紅葉少棒隊獲得「第十九屆全省學童棒球錦標賽」亞軍。1968年3月，獲得「第一屆全國秋茂杯少棒賽」冠軍。同年5月，獲得「第二十屆全國學童棒球賽冠軍」。
海山寺住持修和法師為其長期贊助者。

### 冒名頂替遭人檢舉事件
當年6月17日，來自台南市的23位立人國小少棒隊球迷，聯名寫檢舉函寄給當時的台灣省教育廳長潘振球、中華全國棒球委員會及各報社。指控甫獲第二十屆學童棒球賽冠軍的台東縣紅葉國小隊及亞軍嘉義市垂楊國小隊，在參加全省性比賽時，有選手冒名頂替的情事。
雖然當時台東縣政府、台灣省教育廳曾先後表達要介入調查，但由於台灣省棒球協會會長謝國城出面表示經大會審查報名文件，並一一比對選手照片及戶口名簿，證實紅葉隊所有選手均合乎比賽資格（事後證實校方在鄉公所所領的隊員戶籍謄本上貼上冒名頂替隊員的照片）；而其他單位的調查方式也僅止於口頭要求主動澄清，再加上校方又矢口否認，因此紅葉少棒隊仍依全國棒球委員會的原訂計畫定期赴台北參加集訓，準備迎戰即將來訪的「日本少年棒球明星隊」。

### 1968年中日少年棒球對抗賽
1968年8月24日，「日本少年棒球明星隊」應邀來台，預備舉行五場「中日少年棒球對抗賽」。該隊成員是日本業餘棒球聯盟在接獲中華全國棒球委員會的邀請後，於7月間由日本關西地方選拔出來的。7月29日選拔完成後，即實施集訓至8月20日。全隊共有十六名球員，年紀最大的是1955年6月5日出生，實足年齡13歲；最小的是1957年6月28日出生，實足年齡11歲；全隊平均年齡是12.43歲。隊中只有四名小學學生，其餘都是初中一年級生。（當年5月舉行的全省國校學童棒球賽規定：「選手必須是『民國四十四年八月一日以後出生』的『在籍國校學童』。」但日本學制是4/1開學，用與台灣學制相關的8/1日當關卡並不合理，所以大會的選手資格極可能是經由雙方協調後，折衷修改為「1955年6月1日以後出生的學童」。）與即將迎戰的嘉義垂楊、臺東紅葉等地主隊球員名單相較，雙方年齡相仿。（但事後證實紅葉隊上場比賽的球員大部分為超齡冒名頂替的校友；垂楊隊雖然也曾經被人檢舉有一名中學生參加全省學童賽，但查無實證，且與本次比賽無關。）
在與紅葉隊比賽之前，日本隊已於8月24日與全省國校學童棒球賽亞軍的嘉義縣垂楊國小隊對壘，結果僅以1分險勝。台北的棒球專家們認為，以日本隊的實力不會只限於攻取一分；只因為本次大會使用軟式棒球，而日本隊過去沒有打過，只在集訓時練習，因此實力無力發揮，從投手神田與城谷無法控制球可以看出。
8月25日，紅葉隊在台北市立棒球場出戰日本隊，吸引全場爆滿的觀眾。在該場比賽中，紅葉隊投手完全封鎖日本隊的攻勢，使日隊在21次打擊數中，只有2支零星安打，未曾進佔二壘，且被三振多達14次。而紅葉隊的打擊則充分發揮，在22次打擊數中，獲得5支安打，包括2支全壘打，僅被三振6次。前四局雙方僵持不下，紅葉隊在第五局得2分，第六局得5分，終場以7：0的懸殊比數擊敗日本隊。不過也有記者指出，雖然已經是訪台的第二場比賽，日本球員對於軟式棒球不習慣也不能適應，日本球員習慣打硬式少年棒球，這種球要比軟式棒球大一些，而且軟式棒球的球棒，他們也難於習慣使用。另外，台灣規則允許跑壘員提早離壘；而日本硬式棒球規則在球未通過打擊區前，跑壘員不得離壘，使得日本隊小選手不敢盜壘，也是落敗的原因之一。
由於當時日本已在美國賓州威廉波特的世界少棒大賽中連奪2屆冠軍，因此該場比賽被視為台灣少棒實力的試金石。經由該場的勝利，促成台灣於次年組成金龍少棒隊進軍威廉波特，從而開啟了台灣棒球史上的三級棒球時代。
在後續的三場比賽中，日本隊先於27日以1:5敗於中華聯隊，28日再以2:5敗於紅葉隊，僅在29日的最後一戰以5:3勝嘉義市聯隊。由日本隊得分能力逐場提昇，顯示他們已愈來愈能適應軟式棒球比賽。

### 後續發展
在對抗賽之後紅葉少棒隊原被安排到日本和菲律賓進行一個月的巡迴賽，但在辦護照時冒名頂替醜聞曝光。1969年，台東地方法院判決紅葉國小少棒隊超齡學童冒名頂替案，該隊副領隊胡學禮、教練邱慶成、管理曾鎮東因「偽造公文書及行使偽造公文書罪」，各被判刑一年，緩刑二年。該判決還給那些被紅葉少棒隊擊敗的日本少棒明星隊、台南立人國小少棒隊及其他台灣少棒隊球員一個公道，也為紅葉少棒隊的歷史留下了不名譽的記錄。
由於紅葉國小位於偏遠山區，當時全校學生人數不到100人，光是六年級的男生人數根本就無法湊足一個棒球隊。校方為了讓小球員能夠參加比賽，只好找未升學而留在村內協助農務的畢業生繼續打球。
紅葉隊的表現，使台灣掀起少年棒球的熱潮。
在1990年代，有不少書籍和紀錄片等，探討了在紅葉少棒隊成名之後，隊員凋零和酗酒逝世等問題。1992年紅葉村成立了紅葉少棒紀念館。
紅葉少棒隊尚未成名前，因經費短缺，球具皆零星購買，且使用較薄手套以節省經費，但大體上仍使用正規的球具練習。後來有關紅葉少棒隊「樹幹為棒，石頭為球」的說法，一開始是胡學禮校長所言，後來廣為一些文章所引用，以增加戲劇性，但並非事實。實際上「以竹為棒，以石為球」的球隊，應該是同樣出身台東，拿下第二十屆學童棒球賽季軍的博愛少棒隊。。
2005年紅葉少棒隊中外野手余宏開之子余賢明正式加入中華職業棒球大聯盟興農牛隊，成為紅葉少棒後代第一位加入職棒的球員；游擊手邱德聖之子邱俊文則曾加盟中華職棒中信鯨隊，目前效力於臺北市成棒隊。

## 現況
由於少子化的影響，全校學生不到50人，無法再組成棒球隊，紅葉少棒隊曾於1999年解散。但於2005年由台東縣體育發展基金會、中華民國棒球協會共同主辦的「2005紅葉盃國際少棒邀請賽」在台東舉行，有台灣、日本、香港 ... 共12支少棒隊伍參加。但因當時紅葉國小已無棒球隊，因此由台東其他國小少棒選手組成「紅葉少棒聯隊」參賽。
2009年，接任的校長柳旭龍在台商張穎、爾文文教基金會董事長趙爾文、台東百加火鍋支持下，招攬有意加入紅葉少棒的學生轉學到紅葉國小，提供住宿，才能組成一支完整的「紅葉少棒隊」。

## 1968年隊職員名單
1968年擊敗日本少年棒球明星隊的紅葉隊隊職員名單，與至2011年時的現況：
- 領隊：胡學禮，已逝。
- 教練：邱慶成，已逝。
- 管理：曾鎮東
- 隊員：
  - 投手：江萬行（胡武漢），延平鄉衛生所擔任工友，因未能圓棒球夢染上酒癮，民國80年肝功能衰竭逝世。
  - 捕手：
    - 江紅輝（胡勇輝），江萬行堂弟，住台中，在塑膠工廠任職。[26]
    - 余宏開，唯一繼續打球的小將，加入華興中學當選三級棒球國手，退伍後進入台東監獄擔任管理員，後來轉任鹿野國小棒球教練，不幸1995年上班途中因車禍過世。

  - 內野手：
    - 徐合源（古進財），在林務局林班地打工，生活困苦，2011年5月30日家人發現猝逝。
    - 余佑任（胡福隆），球隊解散後就失聯，直到2010年才從親戚口中得知，早已往生。
    - 胡明澄（胡仙洲），住台中，在大雅清潔隊任職。[26]
    - 古進炎，已逝。

  - 外野手：
    - 邱德聖（王志仁），是課業最好的球員，後來當過捆工、司機，1992年紅葉少棒館成立後擔任管理員，隔年因病過世。
    - 賴金木，當船員後返鄉，意外受傷不治。
    - 邱春光，留在故鄉擔任全職果農，偶而兼差開計程車。[27]

  - 未上場：
    - 古仁義（邱錦忠），已逝。
    - 江元興（余進功），擔任警察，退休後任教會志工。[28]
    - 胡仙洲，住彰化，在資源回收公司擔任臨時工。[29]

註：括號內的姓名為當時冒用的姓名。

## 影視相關產品
好小子-红叶少棒,导演吴万来、杨奇章,制作单位中华卡通、台北桦梁电影，1980年
- 紅葉小巨人，林清介編劇，張志超導演，學甫有限公司出品，1988年。
- 紅葉傳奇，紀錄片，蕭菊貞導演，台灣第36屆金馬獎最佳紀錄片獎，入圍日本山形影展、南韓釜山影展，1999年。
- 紅葉精神，探索頻道製作，2004年[30][31]。

## 延伸閱讀
- 王惠民，「紅葉的故事」，民生報，1992。
- 曾文誠、盂峻瑋，「台灣棒球王」，我識，2002。
- 謝仕淵、謝佳芬，「台灣棒球一百年」，果實，2003。

## 相關連結
- 紅葉少棒紀念館全球資訊網 （页面存档备份，存于）
- 台灣棒球維基館/紅葉少棒隊
- 紅葉小將今何在 （页面存档备份，存于）
- 紅葉傳奇紀錄片
- 紅葉少棒專題網站 （页面存档备份，存于）

### 報導
- 背負50年罪與罰——為台灣棒球點火的紅葉少棒- 報導者The Reporter （页面存档备份，存于）